# Erragonalia choui
Erragonalia choui är en insektsart som beskrevs av Li 1989. Erragonalia choui ingår i släktet Erragonalia och familjen dvärgstritar. Inga underarter finns listade i Catalogue of Life.